# Shelton (Nottinghamshire)
Shelton is een civil parish in het bestuurlijke gebied Rushcliffe, in het Engelse graafschap Nottinghamshire met 307 inwoners.